# Giuseppe Tigri
Giuseppe Tigri (Pistoia, 22 dicembre 1806 – Pistoia, 9 marzo 1882) è stato un abate e scrittore italiano, che illustrò con le sue opere il territorio e la cultura pistoiese.

## Biografia
Ordinato sacerdote, Giuseppe Tigri fu insegnante nelle scuole medie, ispettore scolastico e provveditore agli studi di Caltanissetta.
Professore e direttore del Liceo Forteguerri di Pistoia, nel 1837 ebbe come allievo lo scrittore e patriota Gherardo Nerucci (che in seguito lo definì "mediocrissimo maestro").
In polemica con il Manzoni, dal quale ricevette apprezzamenti, sostenne la superiorità del dialetto pistoiese sulla parlata fiorentina.
La sua opera di scrittore è prevalentemente dedicata allo studio e all'illustrazione della città natale, del suo territorio e delle sue tradizioni culturali. 
Il fratello minore, l'anatomista Atto, fu docente di anatomia umana e comparata all'Università di Siena, volontario nella prima guerra d'indipendenza e partecipò alla battaglia di Curtatone e Montanara.

## Opere
- Le selve della montagna pistoiese. Canti tre, Pistoia, Tipografia Cino, 1844. Seconda edizione, con l'aggiunta di due canti e di note illustrative: Firenze, Felice Paggi, 1868. Riproduzione anastatica dell'edizione 1868, a cura di Giovanni Grazzini: Firenze, Giunti-Barbèra, 1981,
- Intorno al Palazzo pretorio o del podestà di Pistoia. Memoria storica, Pistoia, Tipografia Bracali, 1848.
- Pistoia e il suo territorio. Pescia e i suoi dintorni. Guida del forestiero a conoscerne i luoghi e gli edificii più notevoli per l'istoria e per l'arte, Pistoia, Tipografia Cino, 1853. Riproduzione facsimile: Bologna, Atesa, 1979.
- Canti popolari toscani raccolti e annotati, Firenze, Barbera, 1856. Ristampa anastatica: Sala Bolognese, A. Forni, 1975.
- Il montanino toscano volontario alla guerra della indipendenza italiana del 1859. Racconto popolare, Torino, Sebastiano Franco, 1860. Nuova edizione, a cura di Giovanni Grazzini: Firenze, F. Le Monnier, 1959.
- Contro i pregiudizi popolari, le superstizioni, le allucinazioni e le ubbie degli antichi e massime dei moderni, Firenze-Torino-Milano, G. B. Paravia, 1870.
- Selvaggia de' Vergiolesi. Racconto storico, Firenze, Tipografia della Gazzetta d'Italia, 1870.
- Da volontario a soldato nell'Esercito italiano, Firenze, Tipografia della Gazzetta d'Italia, 1872.
- Vanità e presunzione. Racconto, Trieste, Stabilimento tipografico e calcografico del Tergesteo, 1875.
- Guida della montagna pistoiese, 2ª edizione, Firenze, Tipografia della Gazzetta d'Italia, 1875.
- Da Firenze a Costantinopoli e Mosca. Memorie estratte dal portafoglio di un viaggiatore toscano, Milano, Paolo Carrara, 1877.
- Quel che giova e quel che nuoce. Conversazioni pei giovinetti sul giusto pregio degli uomini e delle cose, Milano, Tipografia e Libreria Editrice ditta Giacomo Agnelli, 1880.